# Modelo de Tuckman
Em teoria dos grupos, o modelo de Tuckman descreve os estágios para desenvolvimento em pequenos grupos, apresentado para a formação e interação ao longo do tempo, e é uma tentativa de descrever e explicar o comportamento de grupos de trabalho, constituídos de poucos membros e orientados à tarefa. (Pimentel e Fuks (2011) 

## Definição
O modelo de Tuckman foi desenvolvido inicialmente por Bruce Wayne Tuckman, em 1965, e possuía quatro estágios: Forming (Formação), Storming (Confrontação), Norming (Normatização) e Performing (Atuação).  Após a revisão, realizada por Bruce Tuckman e Mary Ann Jensen em 1977, foi adicionado o 5º estágio, denominado Adjourning (Dissolução). Tuckman sugere pequenos grupos para este modelo, estimado entre 10 a 25 pessoas. Em seu estudo sugere que grupos com menos de 10 pessoas geralmente duram pouco tempo e podem ou não ter um líder; já grupos com mais de 25 pessoas podem ser mais complicados de estarem juntos no mesmo local (Tuckman, 1965).  
Já para Pimentel e Fuks (2011) , a diferença entre uma coleção aleatória de indivíduos e um grupo de trabalho, é que os membros do grupo interagem entre si, influenciam, estabelecem relações, desenvolvem processos e estilos próprios para a realização de tarefas e metas compartilhadas.

## Etapas do modelo de Tuckman
O modelo consiste em 5 etapas predefinidas, porém cada etapa possui um tempo de duração diferente, variando de acordo com a equipe e desafios encontrados. As cinco etapas são:
1. Forming (formação): Identificação das metas. Caracterizada por um grande entusiasmo e baixos níveis de competências. Nesta etapa ocorre a formação do grupo, são as condições necessárias para que um indivíduo se integre ao grupo: compartilhar metas, tarefas e abordagens no trabalho, se identificar com os outros indivíduos e se sentir parte do grupo. Segundo Tuckman (1965) [2], durante a formação o papel do líder é importante para estabelecimento de relações de dependência com o líder, com o grupo e com normas preexistentes; pode-se dizer que a orientação, ensaios e dependências constituem o processo de formação do grupo.
2. Storming (confrontação): Definição das responsabilidades de cada membro. Caracterizada por baixo entusiasmo e níveis de competências. Nesta etapa pouco trabalho é realizado, já que as metas estão definidas, porém os papéis e responsabilidades de cada membro do grupo ainda não, surgindo assim vários conflitos até estas definições.
3. Norming (normatização): Definição do processo de trabalho. Caracterizada por aumento de entusiasmo e níveis de competências, aqui o grupo começa a ganhar sua identidade. Aqui existem menos conflitos, já que os membros se conhecem melhor e respeitam suas habilidades. A atuação do líder é essencial para a definição do processo de trabalho e formas de realizar as tarefas. Os processos devem ser adequados aos papéis, anteriormente definidos de acordo com as habilidades de cada um e das metas que originaram o grupo.
4. Performing (atuação): Alta produtividade, execução e melhoria do processo. Caracterizada por entusiasmo e níveis de competências altos. Os membros do grupo já entraram em acordo com as metas, processos, papéis, responsabilidades e estilo de trabalho. A necessidade de supervisão é pequena, porque o grupo já consegue produzir e reagir às mudanças por conta própria. A geração de acordos é fruto da confiança, resultando em membros altamente motivados para o trabalho aliado a uma produtividade alta, e juntamente com a cooperação. As regras do grupo estão mais flexíveis e funcionais, a identidade está muito bem definida, há sentimento de orgulho em pertencer ao grupo e lealdade entre os membros.
5. Adjourning (dissolução): Fim do processo. Caracterizada pela finalização do processo, seja pela conclusão da tarefa ou desistência do grupo. Este estágio é marcado pelo reconhecimento do grupo com as tarefas e separação dos indivíduos.

Segundo Santos (2010) , o modelo de Tuckman não é totalmente válido. Para ele é complicado identificar claramente em qual etapa o projeto realmente está, qual sua duração e os gatilhos que poderiam gerar mudanças de estágios, a fim de entrar no estágio de atuação (performing). Neste caso um gestor, deve realizar a sincronização de estágios psicoemocionais do grupo com os marcos (milestones) do projeto.